# Heinz Böhme
Heinz Böhme (* 28. Januar 1929 in Dresden) ist ein ehemaliger Generalmajor der Luftstreitkräfte der Nationalen Volksarmee der Deutschen Demokratischen Republik.

## Leben
Heinz Böhme, Sohn eines Tischlers, begann nach dem Schulbesuch 1943 eine Berufsausbildung und arbeitete danach wie sein Vater bis 1948 als Tischlergeselle. Er wurde 1946 Mitglied der Sozialistischen Einheitspartei Deutschlands (SED) und trat am 15. September 1948 den bewaffneten Organen bei, und zwar der von der Sowjetischen Militäradministration (SMAD) gegründeten Volkspolizei. Im Anschluss war er von 1948 bis 1950 Schutzpolizist, Wachschichtführer sowie Gruppenführer in der Volkspolizei-Dienststelle Dresden. Nachdem er von 1950 bis 1951 Leiter der Operativen Abteilung der Volkspolizei-Dienststelle Apolda war, fungierte er von 1951 bis 1952 als Stabschef des Kommandos der Volkspolizeidienststelle Zeithain sowie von 1952 bis 1953 als Leiter der Mechanikerschule in Kamenz.
1953 war Böhme Offiziershörer an der Offiziersschule Pirna sowie im Anschluss zwischen 1953 und 1956 Leiter der operativen Abteilung des Aeroklub Bautzen. Nach Gründung der Luftstreitkräfte der Nationalen Volksarmee am 1. März 1956 war er zwischen 1956 und 1957 Leiter der Operativen Abteilung der Verwaltung der Luftstreitkräfte (LSK) sowie im Anschluss von 1957 bis 1959 stellvertretender Leiter des Zentralen Gefechtsstandes der Luftstreitkräfte/Luftverteidigung (LSK/LV). Danach fand er von 1959 bis 1963 Verwendung als stellvertretender Kommandeur und Stabschef der 1. Luftverteidigungsdivision in Cottbus. Danach war er 1963 bis 1966 Absolvent der Militärakademie des Generalstabs der Streitkräfte der UdSSR und schloss diese als Diplom-Militärwissenschaftler ab. Nach seiner Rückkehr wurde er am 1. Oktober 1966 Nachfolger von Oberst Manfred Lange als Kommandeur der 3. Luftverteidigungsdivision in Trollenhagen und verblieb auf diesem Posten bis zum 31. August 1970, woraufhin Generalmajor Kurt Rappmann seine Nachfolge antrat. Anlässlich des 20. Jahrestages der Gründung der DDR am 7. Oktober 1969 wurde Oberst Böhm zum Generalmajor befördert.
Zuletzt wurde Generalmajor Heinz Böhme 1970 als Prof. Dr. rer. mil. Nachfolger von Generalmajor Heinz-Bernhard Zorn als Kommandeur der Sektion Luftstreitkräfte/Luftverteidigung an der Militärakademie Friedrich Engels in Dresden. Er hatte diese Funktion bis zu seiner Entlassung am 31. Juli 1990 inne. Für seine Verdienste in der DDR wurde er mit dem Vaterländischen Verdienstorden in Silber sowie dem Kampforden „Für Verdienste um Volk und Vaterland“ in Silber ausgezeichnet.

## Veröffentlichung
- Vom Anfang bis zum Ende. Vom Dienst in den Luftstreitkräfte/Luftverteidigung, in: Manfred Backerra (Herausgeber): NVA. Ein Rückblick für die Zukunft. Zeitzeugen berichten über ein Stück deutscher Militärgeschichte. Köln 1992, S. 138 f.